# Hrabstwo Franklin (Tennessee)
Hrabstwo Franklin (ang. Franklin County) – hrabstwo w stanie Tennessee w Stanach Zjednoczonych. Obszar całkowity hrabstwa obejmuje powierzchnię 575,77 mil² (1491,24 km²). Według szacunków United States Census Bureau w roku 2009 miało 41 310 mieszkańców.
Hrabstwo powstało w 1807 roku. 

## Miasta
- Cowan
- Decherd
- Estill Springs
- Huntland
- Winchester[4]

## CDP

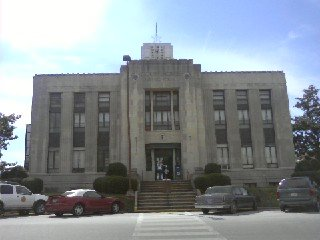
Budynek administracji hrabstwa (courthouse) w Winchester

- Sewanee[4]